# Bakerfjorden
Bakerfjorden är en fjord eller havsvik i Chile.
Bakerfjorden som är 120 kilometer lång är på sitt djupaste ställe 1 261 meter djup och därmed världens djupaste fjord.